# Quark
O quark, na física de partículas, é uma partícula elementar e um de dois constituintes fundamentais da matéria (o outro é o lépton). Quarks se combinam para formar partículas compostas chamadas hádrons das quais as mais estáveis desse tipo são os prótons e os nêutrons, que são os principais componentes dos núcleos atômicos. Devido a um fenômeno conhecido como confinamento de cor, os quarks nunca são diretamente observados ou encontrados de forma isolada; eles podem ser encontrados apenas nos hádrons, como os bárions (categoria a que pertencem os prótons e os nêutrons), e os mésons. Por essa razão, muito do que se sabe sobre os quarks advém da observação dos hádrons.
Os quarks possuem várias propriedades intrínsecas, como carga elétrica, massa, carga de cor e spin. Eles são as únicas partículas elementares do Modelo Padrão da física de partículas que experienciam todas as quatro interações fundamentais, também conhecidas como forças fundamentais (eletromagnetismo, gravidade, força forte e por último a força fraca), assim como são as únicas partículas conhecidas cuja carga elétrica não é um múltiplo inteiro da carga elétrica elementar.
Existem seis tipos, conhecidos como sabores, de quarks: up, down, strange, charm, bottom, e top. Os quarks up e down possuem as menores massas entre todos os quarks. Os quarks mais pesados se tornam rapidamente quarks up e down através do processo de decaimento de partícula, que é a transformação de um estado de maior massa para um estado de menor massa. Por causa disso, os quarks up e down são geralmente estáveis e portanto, os mais comuns no universo, enquanto os quarks strange, charm, bottom e top só podem ser produzidos em colisões de alta energia (como as que envolvem raios cósmicos e aceleradores de partículas). Para cada sabor de quark existe um tipo correspondente de antipartícula, denominada antiquark, que difere do quark apenas pelo fato de que algumas das suas propriedades (como a carga elétrica) terem igual magnitude porém sinais opostos.
O modelo do quark foi proposto de forma independente pelos físicos Murray Gell-Mann e George Zweig em 1964. Os quarks foram introduzidos como parte de um esquema de organização dos hádrons, e havia pouca evidência de sua existência física até os experimentos de espalhamento inelástico profundo no Centro de Aceleração Linear de Stanford em 1968. Experimentos com os aceleradores forneceram evidências para todos os seis sabores de quarks. O quark top, observado pela primeira vez no Fermilab em 1955, foi o último a ser descoberto.

## Classificação
O Modelo Padrão é o referencial teórico que descreve todas as partículas elementares conhecidas atualmente. Este modelo contém seis sabores de quarks (q), nomeados up (u), down (d) strange (s), charm (c), bottom (b) e top (t). As antipartículas de quarks são chamadas antiquarks, e são indicados por uma linha sobre o símbolo para o quark correspondente. Tal como acontece com a antimatéria em geral, os antiquarks possuem a mesma massa, a mesma meia-vida, e o mesmo spin para cada um de seus respectivos quarks, mas a carga elétrica e demais cargas possuem sinais opostos.
Os quarks são partículas de Spin-½, o que implica que eles são férmions de acordo com o Teorema da estatística do spin. Eles estão sujeitos ao princípio de exclusão de Pauli, que afirma que dois férmions idênticos não podem simultaneamente ocupar o mesmo estado quântico. Isso está em contraste com os bósons (partículas com spin inteiro), uma quantidade qualquer de que podem estar no mesmo estado. Ao contrário dos léptons, quarks possuem carga de cor, o que faz com que eles participem na força forte. A atração resultante entre diferentes quarks provoca a formação de partículas compostas conhecidas como hádrons'.
Os quarks que determinam o número quântico de hádrons são chamados quarks de valência; além destes, qualquer hádron pode conter um número indefinido de quarks "mar" virtuais, antiquarks, e gluóns, que não influenciam os seus números quânticos. Há duas famílias de hádrons: bárions, com três quarks de valência, e mésons, com um quark de valência e um antiquark. Os Bárions mais comuns são o próton e o nêutron, os blocos de construção do núcleo atômico. Um grande número de hádrons são conhecidos, a maioria deles diferenciados pelo seu conteúdo de quark e as propriedades que estes quarks constituintes conferem.

## Quarks livres
Nenhuma pesquisa para quarks livres ou carga elétrica fracionária produziu uma evidência convincente. A ausência de quarks livres foi então sendo incorporada na noção de confinamento, o qual, acredita-se, a teoria de quark deve possuir. Contudo, deve ser possível mudar o volume do confinamento pela criação de matéria quark densa ou quente. Esta nova fase da matéria QCD foi predita teoricamente e buscas experimentais por ela já foram iniciadas.

## Confinamento e propriedades dos quarks
Cada partícula subatômica é descrita por um pequeno conjunto de números quânticos tais como spin J, paridade P, e massa m. Usualmente estas propriedades são diretamente identificadas por experimentos. Contudo, o confinamento torna impossível medir estas propriedades nos quarks. Ao invés disto, elas devem ser inferidas pela medição das propriedades das partículas compostas que são feitas de quarks. Tais inferências são mais fáceis de serem feitas adicionando números quânticos chamados de sabor.
As partículas compostas feitas de quarks e antiquarks são os hádrons. Estes incluem os mésons os quais obtêm os seus números quânticos de um quark e de um antiquark, e os bárions, os quais obtêm os seus números quânticos de três quarks. Os quarks (e os antiquarks) que contam para os números quânticos dos hádrons são chamados quark de valência. À parte destes, muitos hádrons devem conter um número indefinido de quarks, antiquarks e glúons virtual os quais contribuem para os seus números quânticos. Cada quark virtual é denominado de mar de quarks.

## Sabores
A cada quark é atribuído um número bariônico, B  =  1/3, e um número leptônico nulo L  =  0. Eles têm uma carga elétrica fracionada, Q, Q  =  +2e/3 ou Q  =  −1e/3. Os iniciais chamaram up-type quarks, e depois, down-type quarks. A cada quark é atribuído um isospin fraco: Tz  =  +1/2 para um quark "up" e Tz  =  −1/2 para um quark "down". Cada vez que se dobra o isospin fraco tem-se uma nova geração de quarks. Existem três gerações, e então 6 sabores de quarks — o quark up tem os sabores u, c e t, os down os d, s, b.
O número de gerações de quarks e léptons são iguais no modelo padrão. O número de gerações de léptons é fortemente restrito, segundo os testes experimentais feitos no LEP e CERN e pela observação da abundância de hélio no universo. A precisão da medição da meia-vida do bóson Z no LEP restringe o número de gerações a três. Observações astronômicas da abundância de hélio produzem resultados consistentes com essa restrição. Os resultados, de uma busca direta por uma quarta geração de quarks apontam para a existência de um limite mínimo na massa dos quarks, sendo os de quarta geração os mais leves possíveis. A mais severa limitação veio da análise dos resultados do colisor Tevatron do Fermilab, e mostra que a massa da quarta geração de quark deve ser maior que 190 GeV.
Cada sabor define um número quântico que será conservado durante a interação forte, mas não na interação fraca. A alteração da magnitude do sabor na interação fraca é codificada em uma estrutura chamada matriz CKM. Esta também determina a violação CP que é permitida no modelo padrão.

## Spin
Números quânticos correspondem a simetrias não-abelianas tal como a rotação. Elas requerem mais atenção na sua extração, dado que as simetrias não são aditivas. No modelo dos quarks, a construção de um méson se dá com um quark e um antiquark; por outro lado, bárions são constituídos por três quarks. Desde que os mésons são bósons (têm spin inteiro) e bárions são férmions (têm spin semi-inteiro), o modelo dos quarks implica que os quarks são férmions. Além disto, o fato de bárions mais leves terem spin igual a -1/2 implica que cada quark pode ter spin {\displaystyle S={\frac {1}{2}}}. Os spins de mésons e bárions excitados são completamente consistentes com estes argumentos.

## Cor
Como os quarks são férmions, o princípio de exclusão de Pauli implica que os três quarks de valência devam estar em uma combinação assimétrica em um bárion. Contudo, a carga {\displaystyle q=2} bárion, {\displaystyle \Delta ^{++}} (a qual é uma dos quatro isospin {\displaystyle I_{z}={\frac {3}{2}}} bárions) pode somente ser feita de três quarks u com spins paralelos. Como esta configuração é simétrica com respeito ao intercâmbio das cargas dos quarks, isso implica que existem outros números quânticos internos que poderão então compor combinações assimétricas. A isto se dá o nome de cor, embora não tenha nada a ver com a sensação fisiológica cores. Este número quântico é a carga envolvida na teoria de gauge chamada de Cromodinâmica Quântica (QCD).
A outra única partícula colorida é o glúon, o qual é o bóson mediador da QCD. Tal como todas as outras teorias mediadoras não-Abelianas (e diferentemente da Eletrodinâmica Quântica) os bósons mediadores interagem com os outros devido à mesma força que afeta os quarks.
A Cor é uma simetria gauge SU(3). Os quarks são dispostos na representação fundamental, 3, desde que eles se mostrem em 3 cores. Os glúons são dispostos na representação adjunta, 8 e, por conseguinte aparecem em 8 variedades.

## Massa
Embora se fale da massa do quark da mesma forma que se fala da massa de qualquer outra partícula, a noção da massa do quark é mais complicada pelo fato de ele não poder ser encontrado livre na natureza. Como um resultado disto, a noção da massa do quark é uma construção teórica, a qual só faz sentido quando se especifica o procedimento usado para defini-la.

### Massa corrente do quark
A aproximada simetria quiral da QCD, por exemplo, permite definir a razão entre as massas dos vários quarks (para cima, para baixo e estranho) através da combinação das massas do octeto de méson escalar no modelo quark utilizando a teoria da perturbação chiral, dado
{\displaystyle {\frac {m_{u}}{m_{d}}}=0.56\qquad {\rm {e}}\qquad {\frac {m_{s}}{m_{d}}}=20.1.}
O fato de que mu  ≠  0 é importante, dado que estes não estão no problema forte CP se mu forem eliminadas. Os valores absolutos de massa foram atualmente determinados para leis de soma QCD (também conhecido como leis da somatória da função espectral) e grade QCD. A massa determinada desta maneira é conhecida como massa corrente do quark. A conexão entre diferenças de massa corrente do quark necessita de mecanismo pleno de renormalização para estas especificações.

### Massa do quark de valência
Outro, antigo, método de especificar a massa do quark foi usado na fórmula de massa de Gell-Mann-Nishijima no modelo de quark, a qual relaciona a massa do hádron às massas do quark. A massa assim determinada é chamada massa do quark constituinte, e é significantemente diferente da massa corrente do quark definida acima. A massa constituinte não tem qualquer significado dinâmico.

### Massa dos quarks pesados
As massas dos quarks pesados, charme e inferior são obtidas das massas de hádrons que contêm um simples quark pesado (e um antiquark leve ou dois quarks leves) e da análise do seu quarkoma. Cálculos com grade QCD usando a teoria do quark pesado influente (HQET em inglês) ou cromodinâmica quântica não relativista (NRQCD em inglês) são usadas atualmente para determinar a massa destes quarks.
O quark top é suficientemente pesado para que a QCD de perturbação possa ser usada para determinar sua massa. Antes da sua descoberta em 1995, a melhor estimativa teórica da massa do quark topo foi obtida da análise global de testes de precisão do Modelo Padrão. O quark topo, contudo, é o único entre os quarks que decai antes que se tenha uma chance de hadronizar. Portando, sua massa tem de ser indiretamente medida através do produto de seu decaimento. Isto pode ser feito somente em um Tevatron o qual é o único acelerador de partícula com energia bastante para produzir quarks em abundância.
| Sabor            | Nome        | Geração | Carga | Massa (MeV)     |
| Iz=+1/2, Tz=+1/2 | quark u (u) | 1       | +2/3  | 1,5 a 4,0       |
| Iz=−1/2, Tz=−1/2 | quark d (d) | 1       | −1/3  | 4 a 8           |
| S=−1, Tz=−1/2    | quark s (s) | 2       | −1/3  | 80 a 130        |
| C=1, Tz=+1/2     | quark c (c) | 2       | +2/3  | 1 150 a 1 350   |
| B′=−1, Tz=−1/2   | quark b (b) | 3       | −1/3  | 4 100 a 4 400   |
| T=1, Tz=+1/2     | quark t (t) | 3       | +2/3  | 172 700 ± 2 900 |

- Massa do quark Superior do Tevatron Electroweak Working Group
- Outras massas do quark obtidas de Grupo de massa de partícula.
- Os números quânticos do quark topo e inferior são denominados algumas vezes como, respectivamente, verdadeiro e belo.

## Antiquarks
Os números quânticos aditivos de antiquarks são iguais em magnitude e opostos em sinal àqueles dos quarks. A simetria CPT obriga-os a terem o mesmo spin e massa que seus quarks correspondentes. Testes de simetria CPT não podem ser realizados diretamente nos quarks e antiquarks devido ao confinamento, mas podem ser feitos nos hádrons. A notação de antiquarks segue à da antimatéria em geral: um quark up é referido como {\displaystyle \mathrm {u} \,}, e um quark anti-up é referido como {\displaystyle {\bar {\mathrm {u} }}}.

## Subestrutura
Algumas evoluções do Modelo Padrão lançaram a ideia de que os quarks e os léptons têm uma subestrutura. Em outras palavras, este modelo assume que as partículas elementares do modelo padrão são de fato partículas compostas, feitas de algum outro constituinte elementar. Tais ideias estão abertas para a fase de testes experimentais, e estas teorias são severamente limitadas por falta de dados. Não há no momento atual nenhuma evidência desta subestrutura.

## História
A noção de quarks evoluiu da classificação dos hádrons desenvolvida independentemente em 1961 por Murray Gell-Mann e Kazuhiko Nishijima, sendo atualmente denominada como modelo quark. O esquema agrupa partículas com isospin e estranheza usando simetria unitária derivada da álgebra corrente, a qual nós reconhecemos hoje como parte de simetria quiral de QCD aproximada. Esta é uma simetria de sabor SU(3) global, a qual não deve ser confundida com a simetria de calibre da QCD.
Neste esquema os mésons leves (spin-0) e os bárions (spin-½) foram agrupados em octetos, 8, com simetria de sabor. A classificação dos bárions de spin-3/2 em uma representação 10 produziu previsão de uma nova partícula, Ω−, a qual foi descoberta em 1964, levando à larga aceitação do modelo. A desejada representação 3 foi identificada como quarks.
Este esquema ficou conhecido como "caminho óctuplo" (do inglês eightfold way) por Gell-Mann, em uma clara referência ao octeto do Nobre Caminho Óctuplo do Budismo. Ele também inventou o nome quark e atribuiu-lhe a sentença “Three quarks for Muster Mark” em Finnegans Wake de James Joyce. Os resultados negativos dos experimentos de busca do quark levaram Gell-Mann a considerá-los como ficção matemática.
A análise de certas propriedades das reações de altas energias dos hádrons levou Richard Feynman a postular a existência de subestruturas nos hádrons, as quais foram chamadas de pártons (pois elas são partes dos hádrons). Uma adaptação de seções transversais de espalhamento profundamente inelástico derivada da álgebra corrente por James Bjorken recebeu uma explicação em termos de párton. Quando adaptação de Bjorken foi verificada experimentalmente em 1969, foi imediatamente percebido que pártons e quarks poderiam ser a mesma coisa. Com a prova da liberdade assintótica na QCD em 1973 por David Gross, Frank Wilczek e David Politzer, esta concepção foi firmemente estabelecida.
O quark charmoso foi postulado por Sheldon Glashow, John Iliopoulos e Luciano Maiani em 1973 para prevenir mudanças não físicas do sabor em decaimentos fracos, os quais deveriam de outra forma ocorrer segundo o modelo padrão. A descoberta em 1975 do méson que veio a ser denominado de J/ψ levou ao reconhecimento que ele seria composto de um quark charmoso e um antiquark.
A existência de uma terceira geração de quarks foi predita por Makoto Kobayashi e Toshihide Maskawa em 1973, que entenderam que a observação da violação da simetria CP por kaons neutros não poderiam ser acomodadas no modelo padrão com duas gerações de quarks. O quark inferior foi descoberto em 1980 e o quark superior em 1996 no acelerador de partículas Tevatron, do Fermilab.